# Агнеш Гергей
Агнеш Гергей (угор. Gergely Ágnes; нар. як Агнеш Гутманн (угор. Guttmann Ágnes) 5 жовтня 1933, Ендрод, Угорщина) — угорська письменниця, журналіст та перекладач.

## Біографія
Народилась як Агнеш Гутманн в Ендроді, селі у Великому Альфельді. Її батько загинув під часу Голокосту. 1950 року почала працювати на заводі, але згодом продовжила вивчати угорську та англійську літературу в Будапештському університеті. Після навчання працювала вчителем у середній школі, була радіо продюсером та редактором журналу Nagyvilág. З 1973 по 1974 рік брала участь у Міжнародній писемній програмі Університету Айови. Також перекладала англійські та американські твори на угорську мову та викладала англійську літературу в Будапештському університеті.
1963 року видала свою першу збірку віршів під назвою «Ajtófélfámon jel vagy». 1973 року опублікувала свій перший роман «A tolmács» (угор. Перекладач). 
1977 та 1987 року отримала премію Аттіли Йожефа, а 2000 — премію Кошута.

### Поезія
- Ajtófélfámon jel vagy (1963)
- Johanna (1968)
- Azték pillanat (1970)
- Válogatott szerelmeim. Versek, műfordítások (1973)
- Kobaltország. Költemények versben és prózában (1978)
- Hajóroncs (1981)
- Fohász lámpaoltás előtt (1985)
- Árnyékváros (1986)
- Királyok földje. Válogatott és új versek (1994)
- Necropolis. Százhuszonhat vers 1993–1996 (1997)
- Requiem for a Sunbird. Forty Poems (1997)
- A barbárság éveiből. Huszonöt régebbi és huszonöt újabb vers 1988–1997 (1998)
- A kastély előtt. Versek 1998–2001 (2001)
- Carmen lugubre. Versek, 1963–2003 (2005)
- Útérintő (összegyűjtött versek, Argumentum, 2006)
- Viharkabát (válogatott és új versek, Európa, 2016)

### Романи
- Glogovácz és a holdkórosok (1966)
- A tolmács (1973)
- A chicagói változat (1976)
- Stációk (1983)
- Őrizetlenek (2000)

### Наукові роботи та нариси
- Huszonegy. Magyar művészarcok (1982)
- Költészet és veszélytudat. Feljegyzések egy afrikai költő portréjához (1986)
- Riportnapló Északról (1988)
- Nyugat magyarja. Esszénapló William Butler Yeatsről (1991)
- Közép-Európa ígéret volt (1994)
- Tigrisláz. Tíz óra a magyar versfordításról 2002–2007 (2008)

### Мемуари
- Absztrakt tehén. Tárcanapló (1995)
- Hajtogatós (Fenákel Judittal; 2004)
- Oklahoma ezüstje. Portrék; Európa, Bp., 2015